# Zoo Prag
Koordinaten: 50° 7′ 1,2″ N, 14° 24′ 21,6″ O

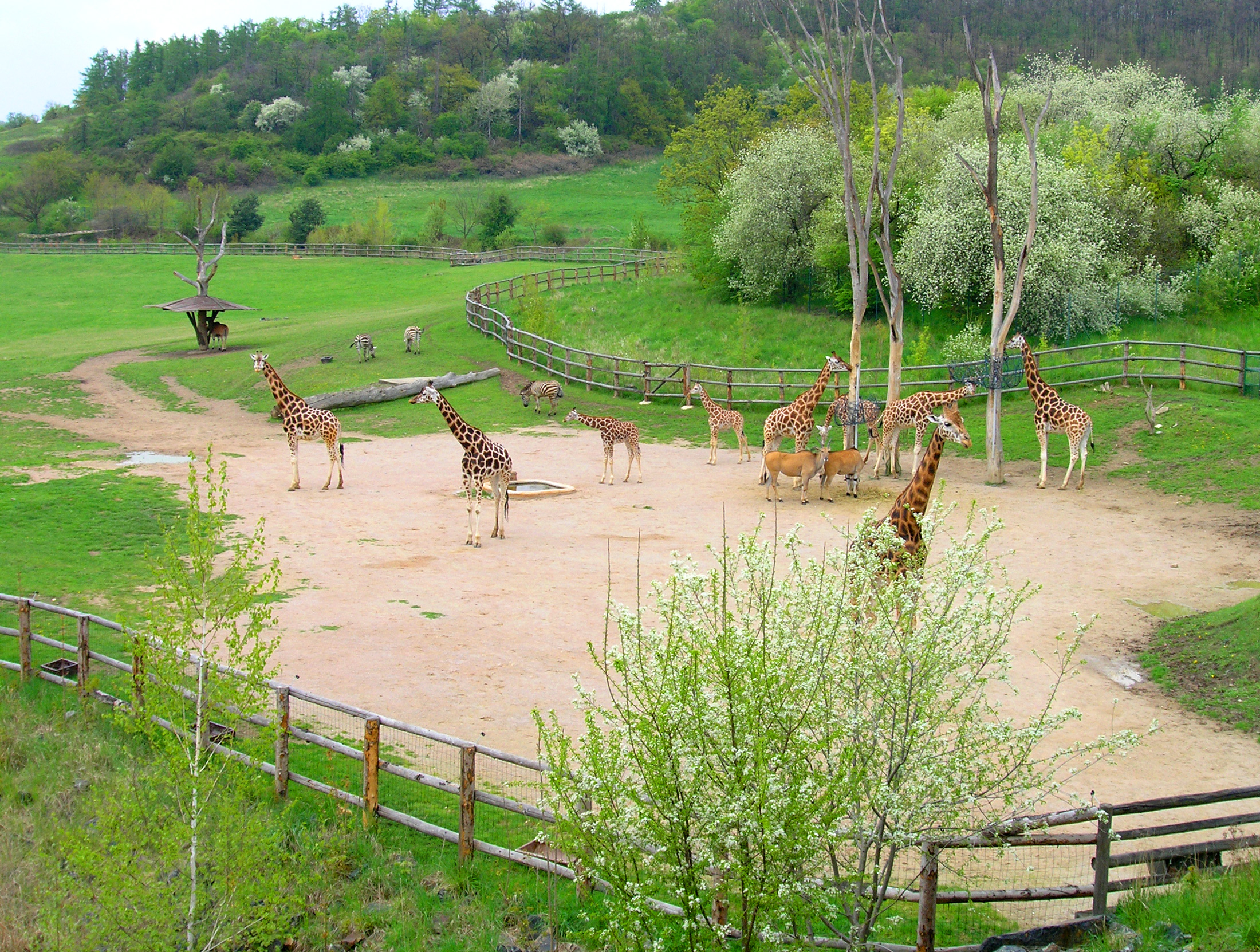
Afrika-Anlage im Zoo Prag

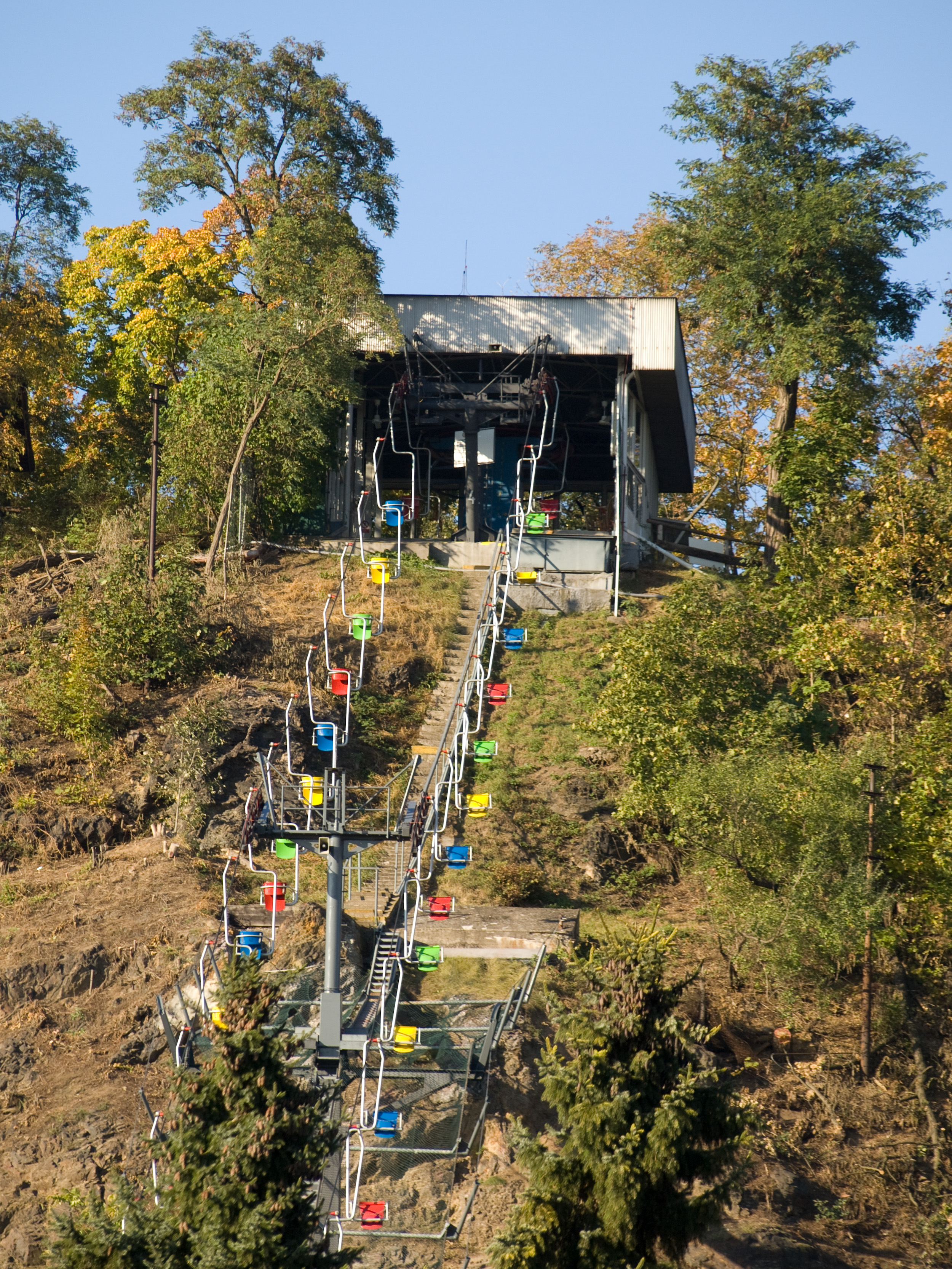
Sessellift im Zoogelände

Der Zoo Prag (Zoo Praha) ist der größte Zoo in Tschechien. Er eröffnete im Jahr 1931, später als andere tschechische Zoos. Er liegt im Stadtteil Troja am rechten Moldauufer, in einem Gebiet, das auch in geologischer und kultureller Hinsicht sowie aus Sicht des Naturschutzes wertvoll ist. Die wahrscheinlich wichtigste Leistung des Prager Zoos ist sein Beitrag zur Rettung des Przewalski-Pferdes. 2015 wurde er von TripAdvisor als viertbester Zoo der Welt ausgezeichnet.

## Geschichte
Überlegungen zur Gründung eines zoologischen Gartens in der böhmischen Hauptstadt gab es ab dem Ende des 19. Jahrhunderts. 1906 entschied der Stadtrat, den Bau eines Zoos auf der Moldauinsel Štvanice vorberereiten zu lassen. Der Plan wurde jedoch wieder fallengelassen. 1923 wurde der Ornithologe Jiří Janda vom tschechoslowakischen Ministerium für Schulwesen und Volksaufklärung mit der Aufgabe betraut. Als neuer Ort wurde nun ein ausgedehntes Gelände neben dem Schloss Troja ausgewählt, das sich aufgrund seiner natürlichen Beschaffenheit und des vielseitigen Terrains gut eignete. 1927 konnten die Bauarbeiten beginnen und am 28. September 1931 eröffnete der Prager Zoo für die Besucher. Janda wurde erster Zoodirektor.
1959 wurde der Verhaltensforscher Zdeněk Veselovský neuer Zoodirektor. Während der 30 Jahre seiner Leitung gelangen im Prager Zoo zahlreiche Zuchterfolge und er stieg zu den führenden Zoos weltweit auf. Seit 1960 führt der Zoo das internationale Zuchtbuch des Przewalski-Pferdes, auch am Wiederansiedelungsprogramm der Wildpferde in der Mongolei ist der Zoo beteiligt.
Am 13. August 2002 gab es ein heftiges Hochwasser in Prag. Über 1.000 Tiere wurden vor den nahenden Wassermassen in Sicherheit gebracht, 50 Tiere wurden freigelassen. Dennoch starben 134 Tiere in den Fluten, unter anderem der asiatische Elefantenbulle Kadira. Internationale Presseaufmerksamkeit erlangte der Seelöwe Gaston, der über Moldau und Elbe bis nach Deutschland schwamm, jedoch während des Rücktransports nach Prag verendete.
Im Jahre 2005 erhielt in Tschechien (und auch im Ausland) der neugeborene Gorilla Moja große Aufmerksamkeit, das Geschehen im Gorilla-Pavillon konnte per Internet beobachtet werden.
Seit März 2025 ist der australische Baumhummer zu sehen. Gegen Aufpreis kann man eine Führung buchen, um so eines der seltensten Insekten weltweit anschauen.

## Tierbestand
Auf einer Fläche von 58 Hektar (die Ausstellungen bilden 50 Hektar davon) liegt er in einer Landschaft, die von natürlichen Wasserläufen und Bächen durchzogen ist. Im Park leben 6298 Tiere von mehr als 703 Arten (Stand: 31. Dezember 2023). Der Zoo hält typische Besuchermagneten, wie z. B. Asiatische Elefanten, Raubkatzen (Sibirische Tiger, Asiatische Löwen, Amurleoparden, Nebelparder und Geparde), Eurasische Wölfe und Eisbären. Streifenhyänen, Malaienbären und zahlreiche selten gezeigte Huftierarten, wie Westkaukasische Steinböcke, Himalaya-Tahre, Tiefland-Anoas, Burma-Leierhirsche, Kiangs, Kulane und Weißnacken-Moorantilopen verdienen ebenfalls Erwähnung. Die neuesten und modernsten Anlagen sind die für die Riesenschildkröten und Gorillas sowie das Afrika-Haus für Erdferkel, Warzenschweine und andere afrikanische Tierarten. Weitere seltene Arten im Zoo Prag sind Malaysia-Tiger, Blauer Leguan, Chinesischer Riesensalamander und Learara. Angeschlossen ist eine äußerst großzügig gestaltete Freianlage für Rotschildgiraffen, Steppenzebras und afrikanische Antilopenarten. Am 29. November 2004 wurde eines der größten Projekte in der Geschichte der tschechischen Zoos, ein künstlicher indonesischer Regenwald, unter anderem mit Schweinsaffen und Orang-Utans, eröffnet. 2010 wurde für Asiatische Elefanten, Flusspferde, Rappenantilopen und Bongos eine neue, vergrößerte Anlage gebaut. Im Zoo Prag lebt die größte Gruppe von Gangesgavialen in Europa. Für den Chinesischen Riesensalamander, eines der seltensten Wirbeltiere der Erde, wurde 2008 ein eigenes Gebäude errichtet.

## Pavillons
Es gibt 15 Pavillons, darunter:
- Elefantenpavillon
- Gorilla-Pavillon
- Raubkatzen und Reptilien-Pavillon
- Indonesischer Dschungel-Pavillon
- Riesenschildkröten-Pavillon
- Riesensalamander-Pavillon
- Nilpferd-Pavillon
- Afrika-Haus
- Darwins Krater (australische Tierwelt)

## Direktoren
- Jiří Janda (28. September 1931–25. August 1938)
- Václav Jan Staněk (26. August 1938–31. Oktober 1939)
- Jan Vlasák (1. November 1939–16. Juli 1946)
- Jaroslav Wolf (6. Juni 1945–18. Juli 1945; als vorläufiger Verwalter bzw. „národní správce“)
- František Daneš (1. August 1946–30. April 1947)
- Antonín Turek (1. Mai 1947–28. Februar 1948)
- Karel Ješátko (1. März 1948–31. Juli 1948)
- Otakar Štěpánek (1. August 1948–28. Februar 1949)
- Zdeněk Jaroš (1. März 1949–28. März 1949)
- Cyril Purkyně (29. März 1949–30. Juni 1959)
- Zdeněk Veselovský (1. Juli 1959–31. Dezember 1988)
- Miloslav Kalaš (1. Januar 1989–28. Februar 1990)
- Jiří Felix (25. Januar 1990–15. Juni 1990)
- Bohumil Král (15. Juni 1990–3. Juni 1997)
- Petr Fejk (seit 4. Juni 1997–31. Dezember 2009)[9]
- Miroslav Bobek (seit 1. Januar 2010)

## Abbildungen

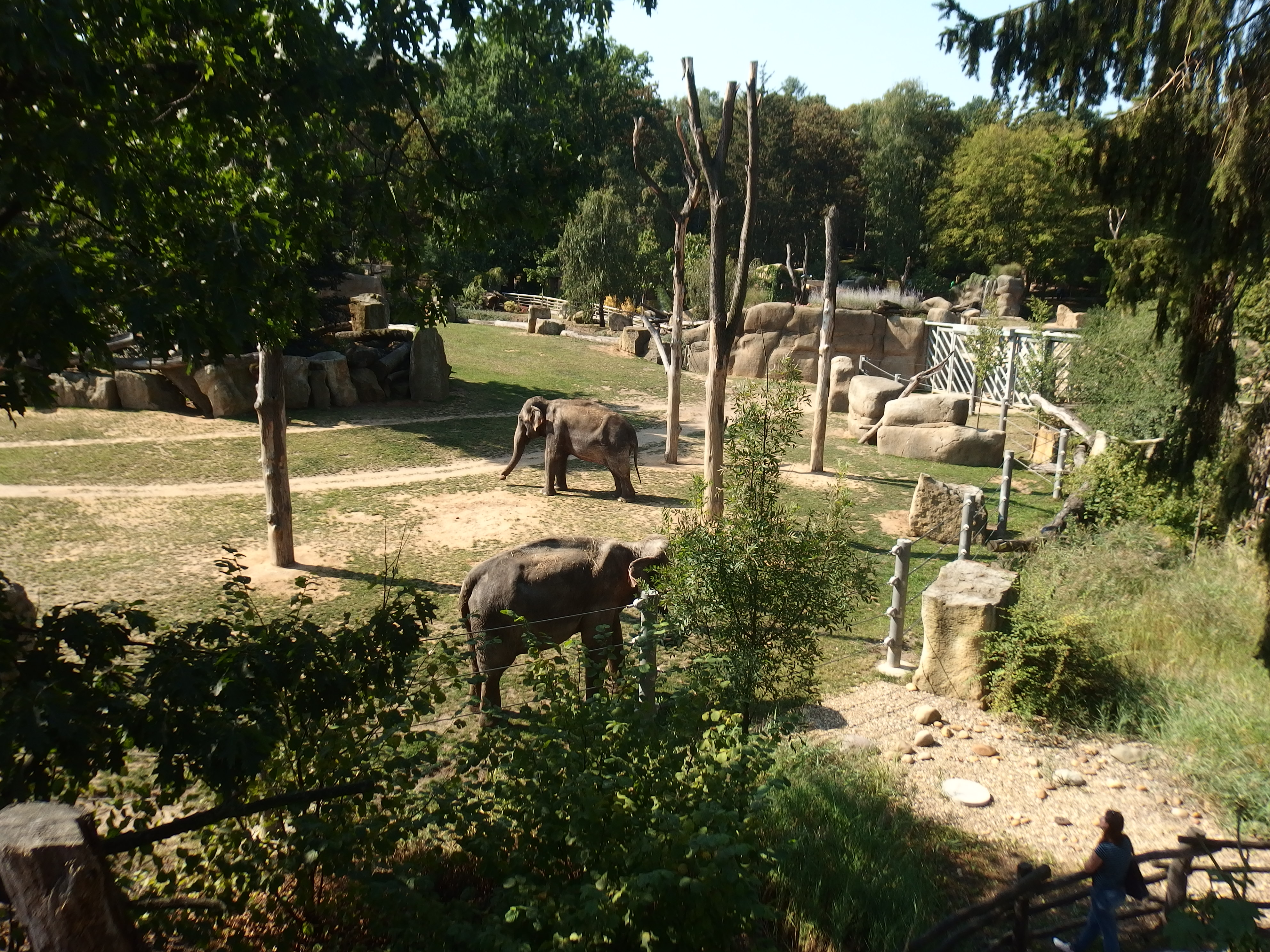
Elefantenpavillon
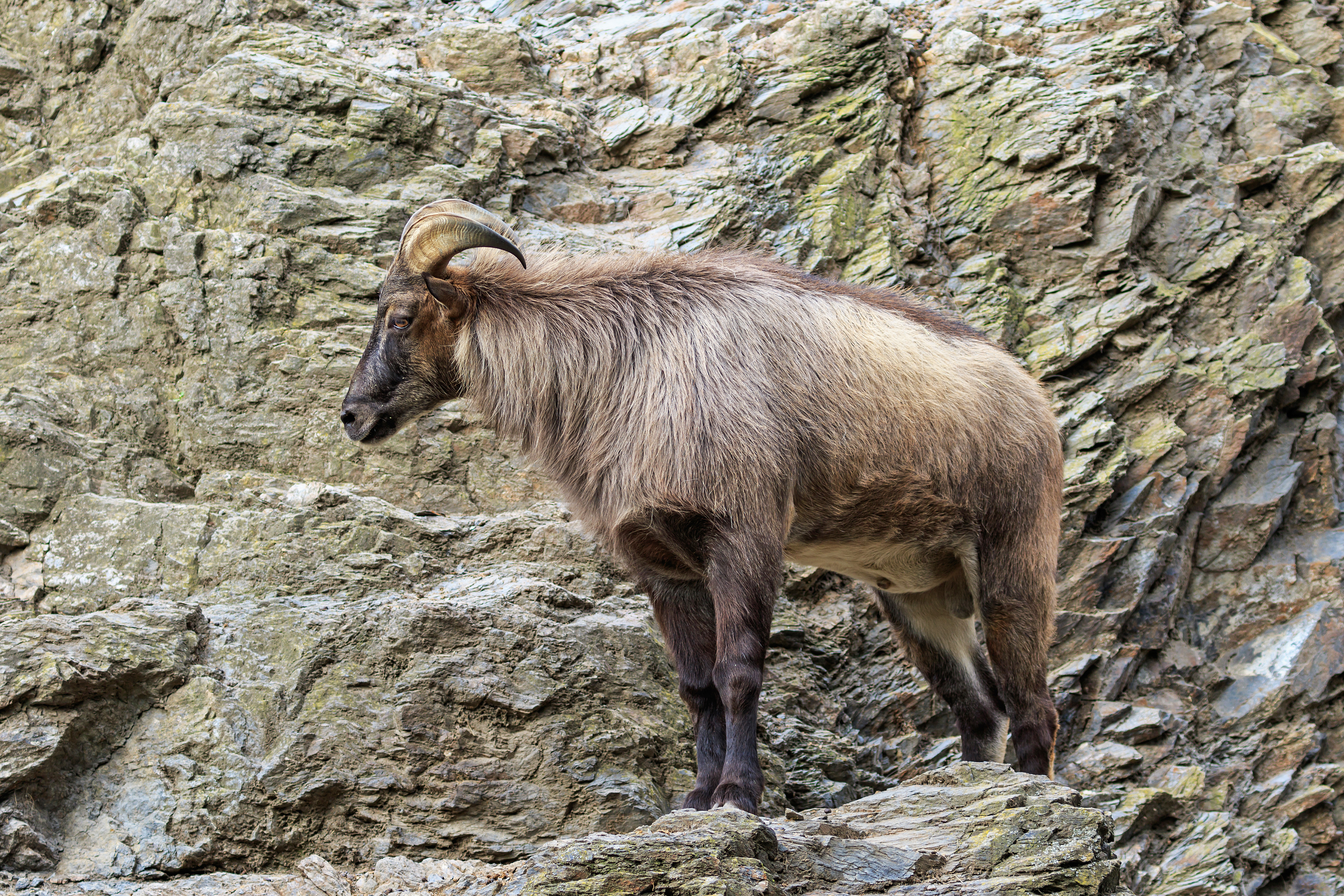
Himalaya-Tahr am Felshang
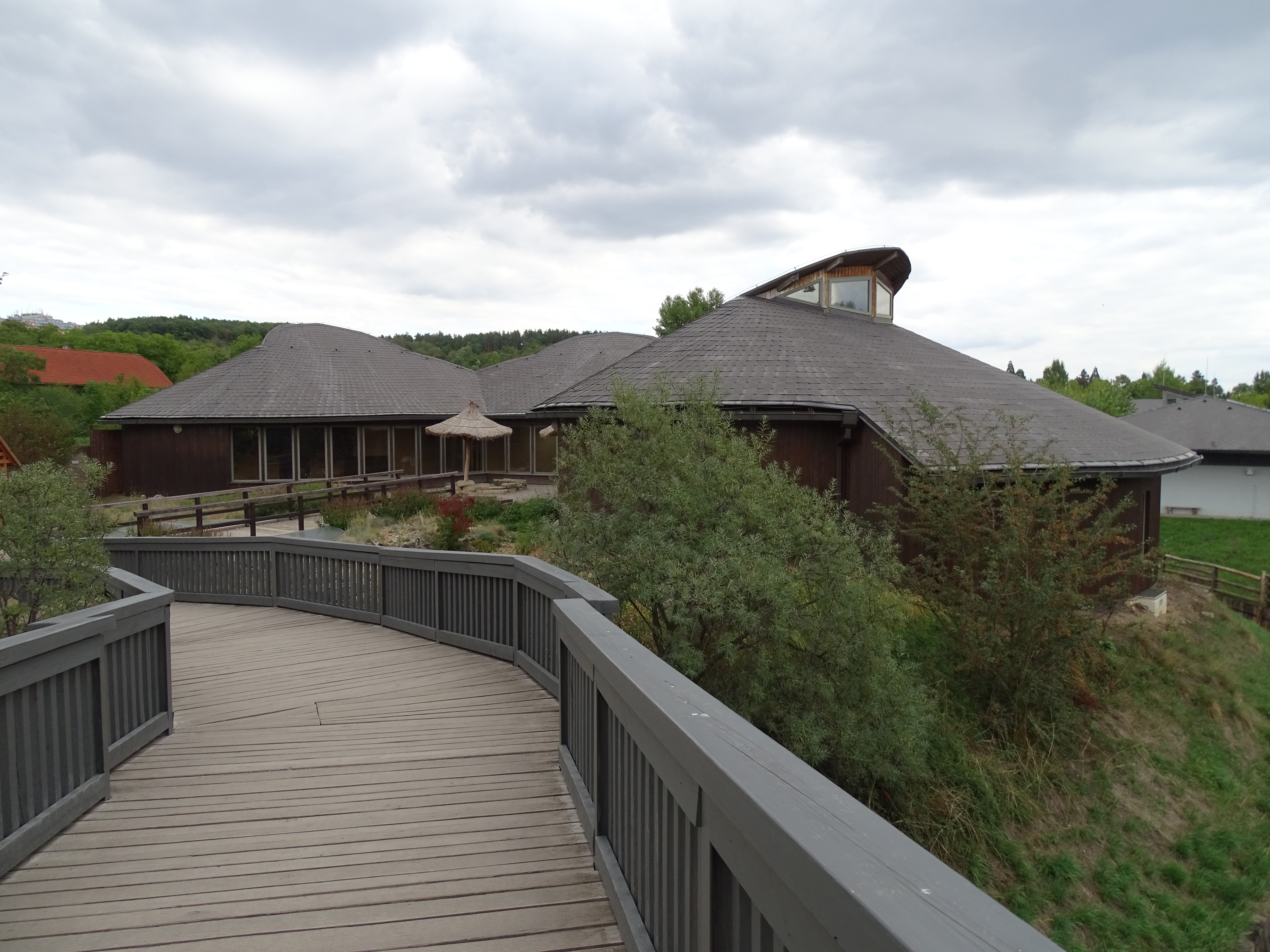
Afrika-Haus
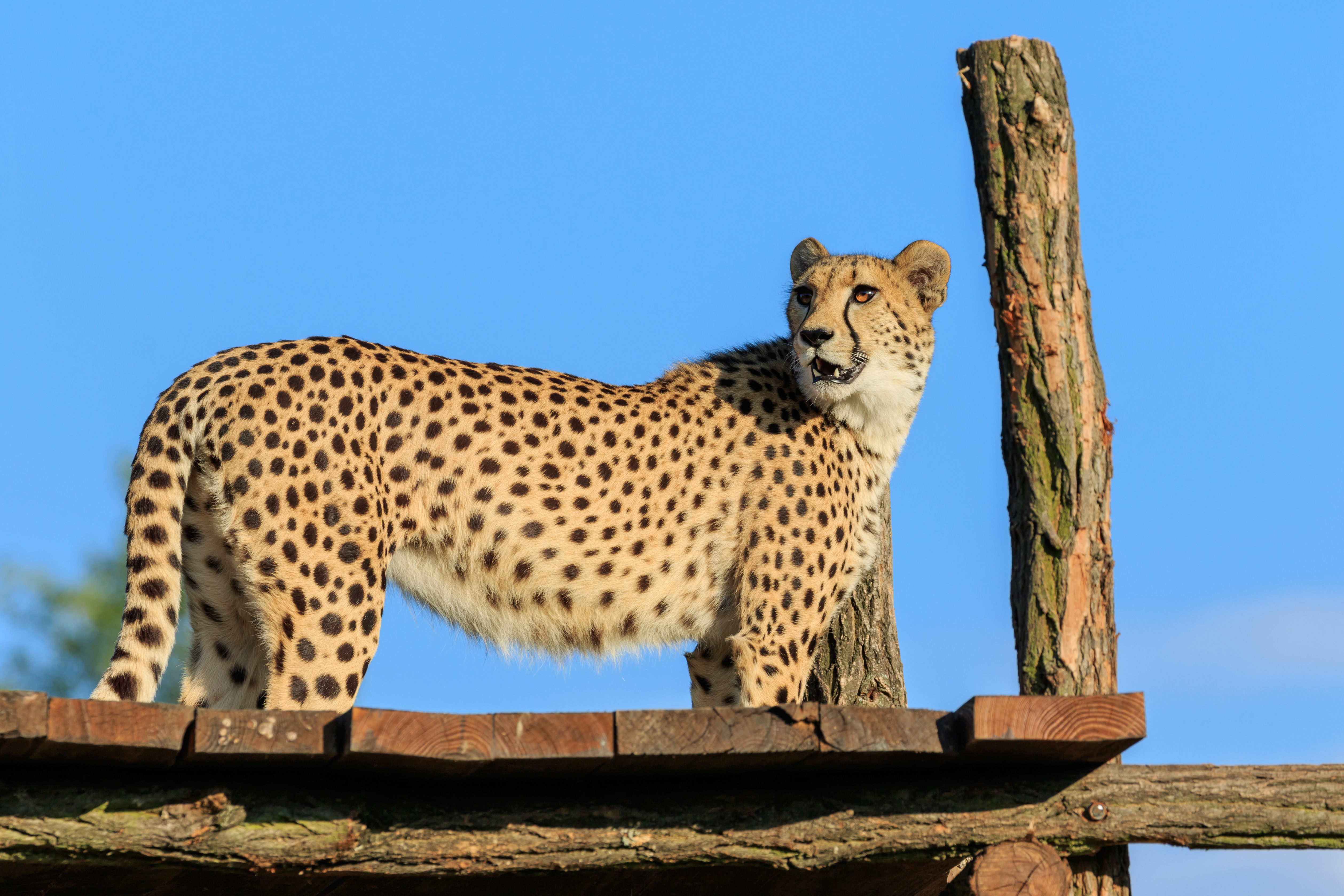
Gepard
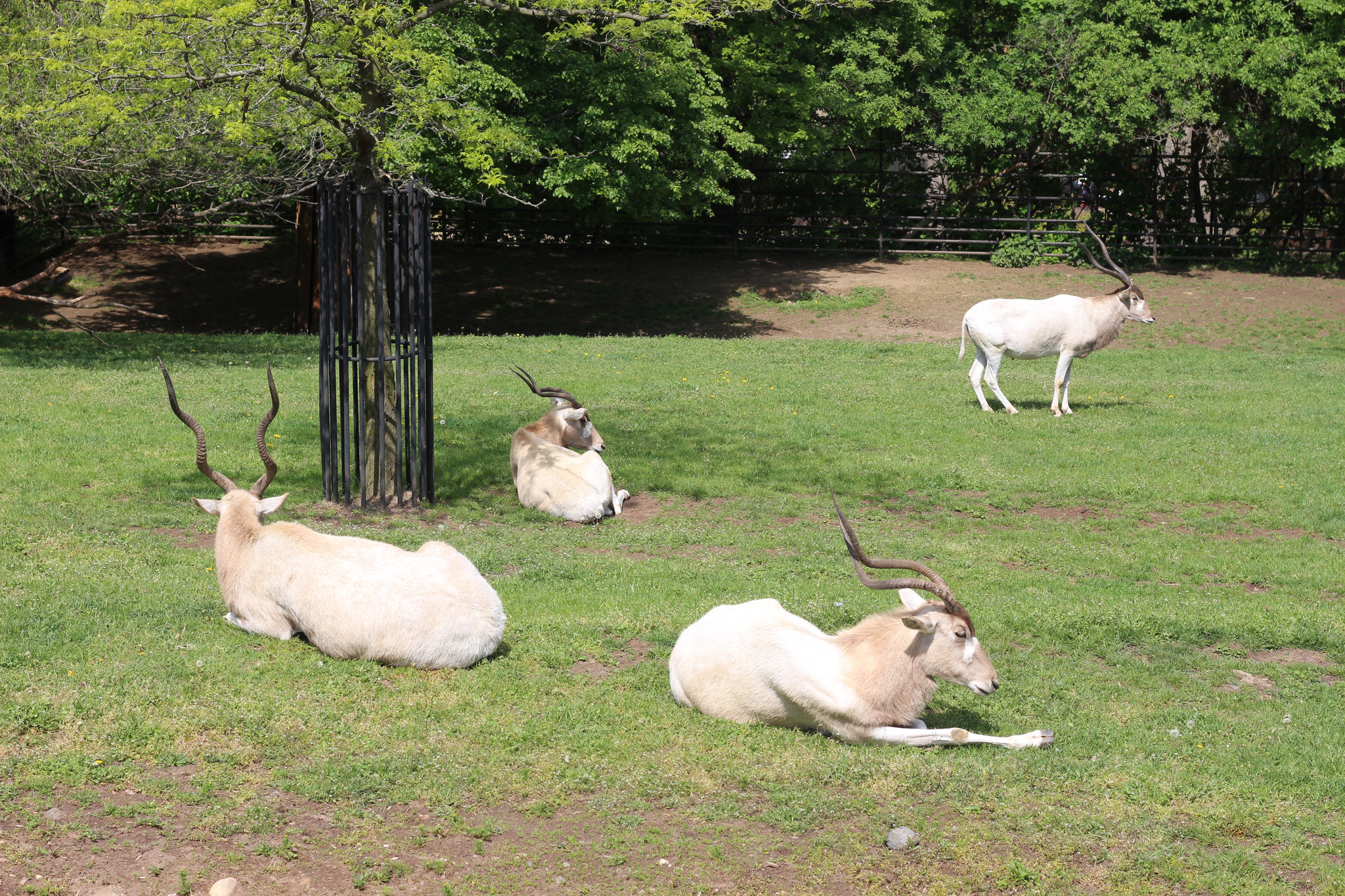
Mendesantilope
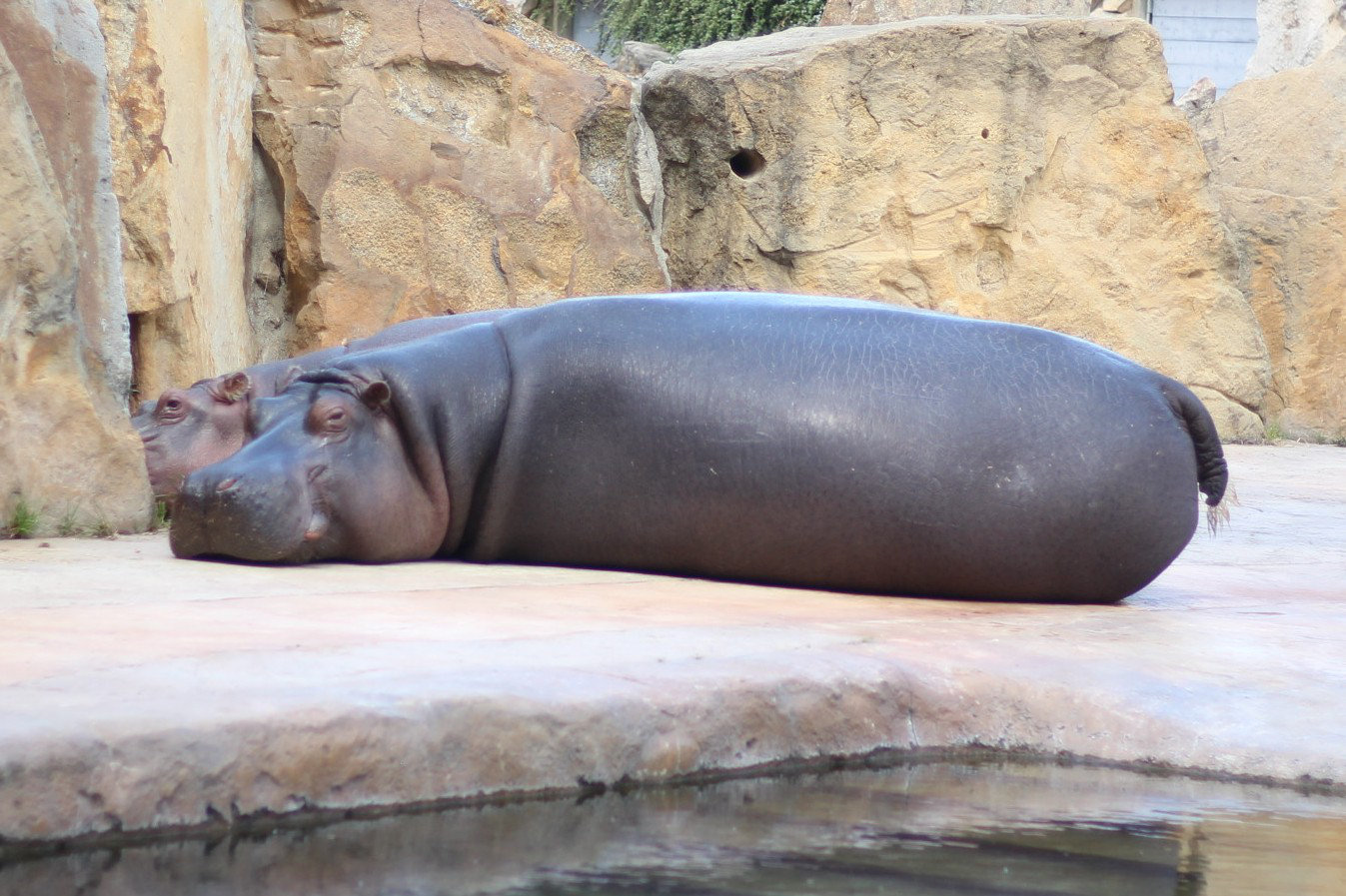
Flusspferd
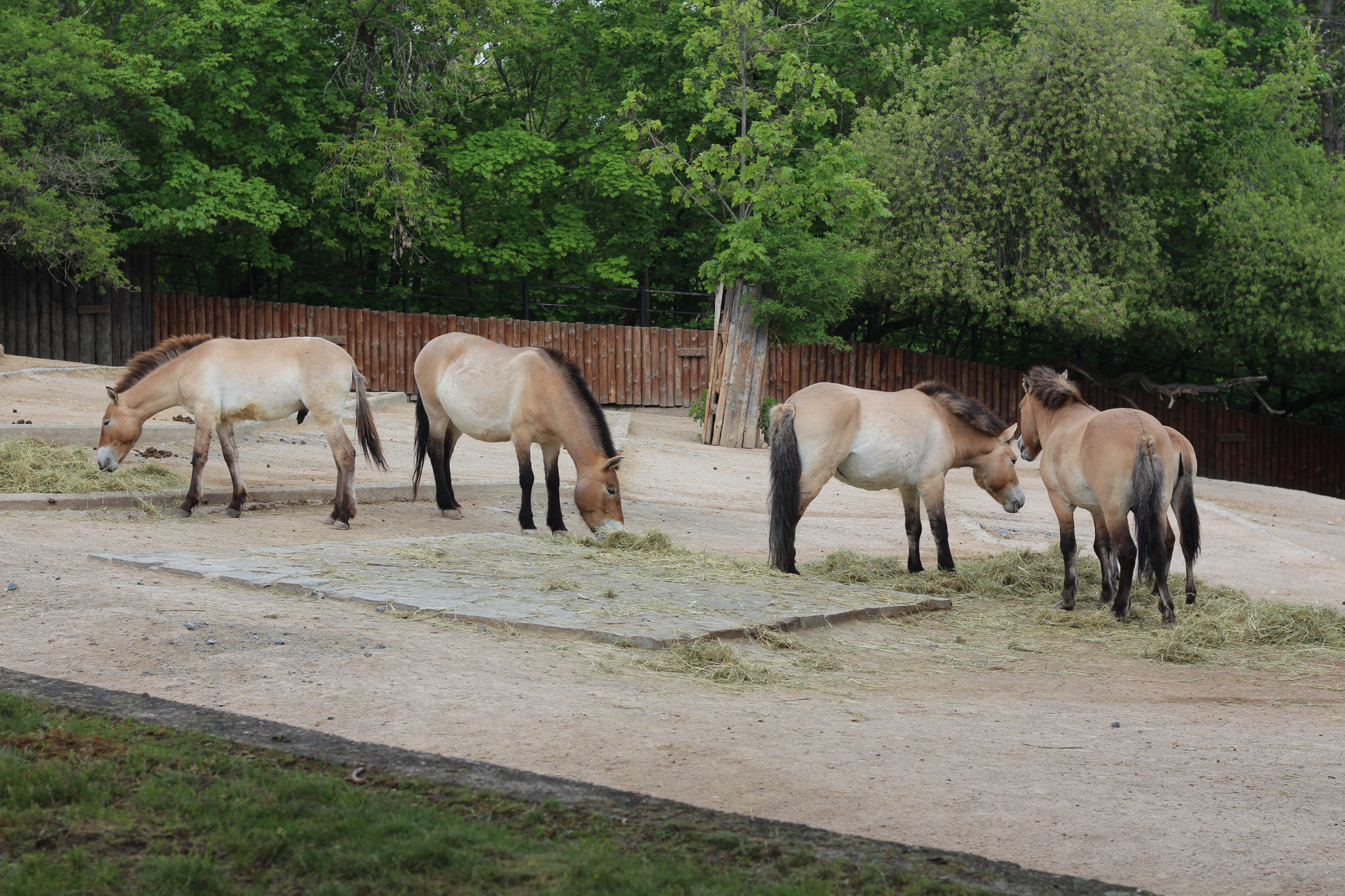
Przewalski-Pferd
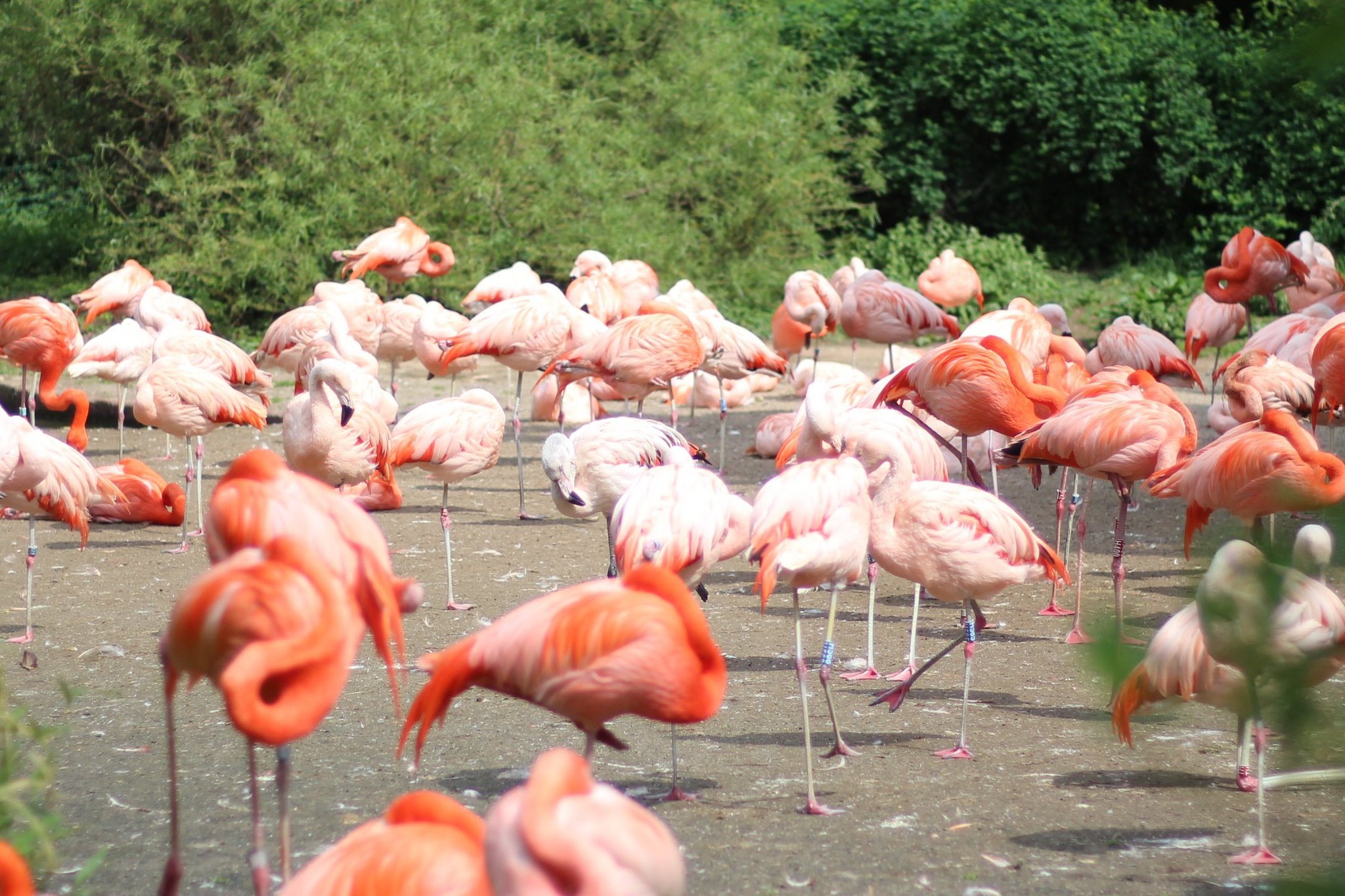
Chileflamingo
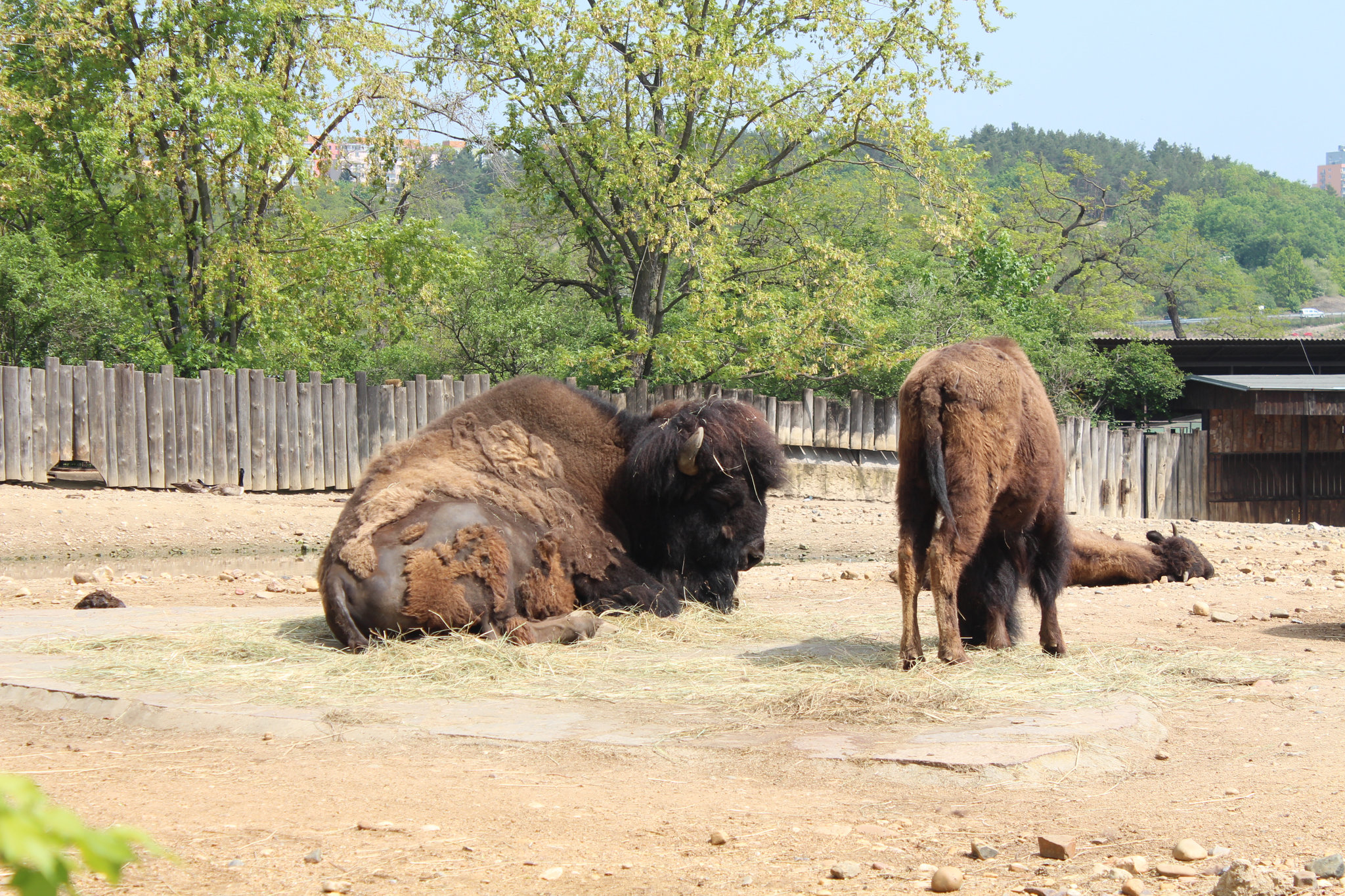
Bisons
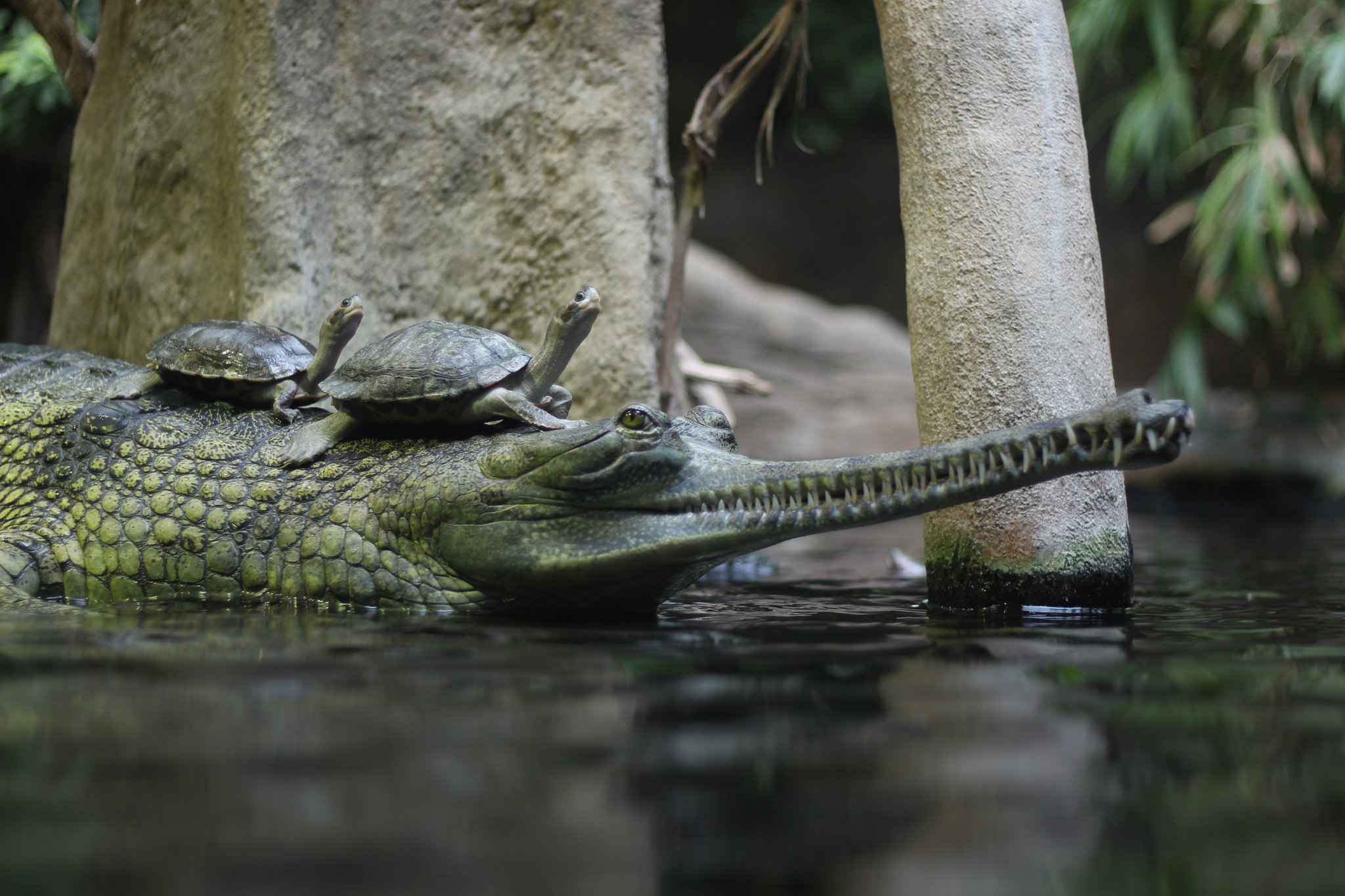
Gangesgavial
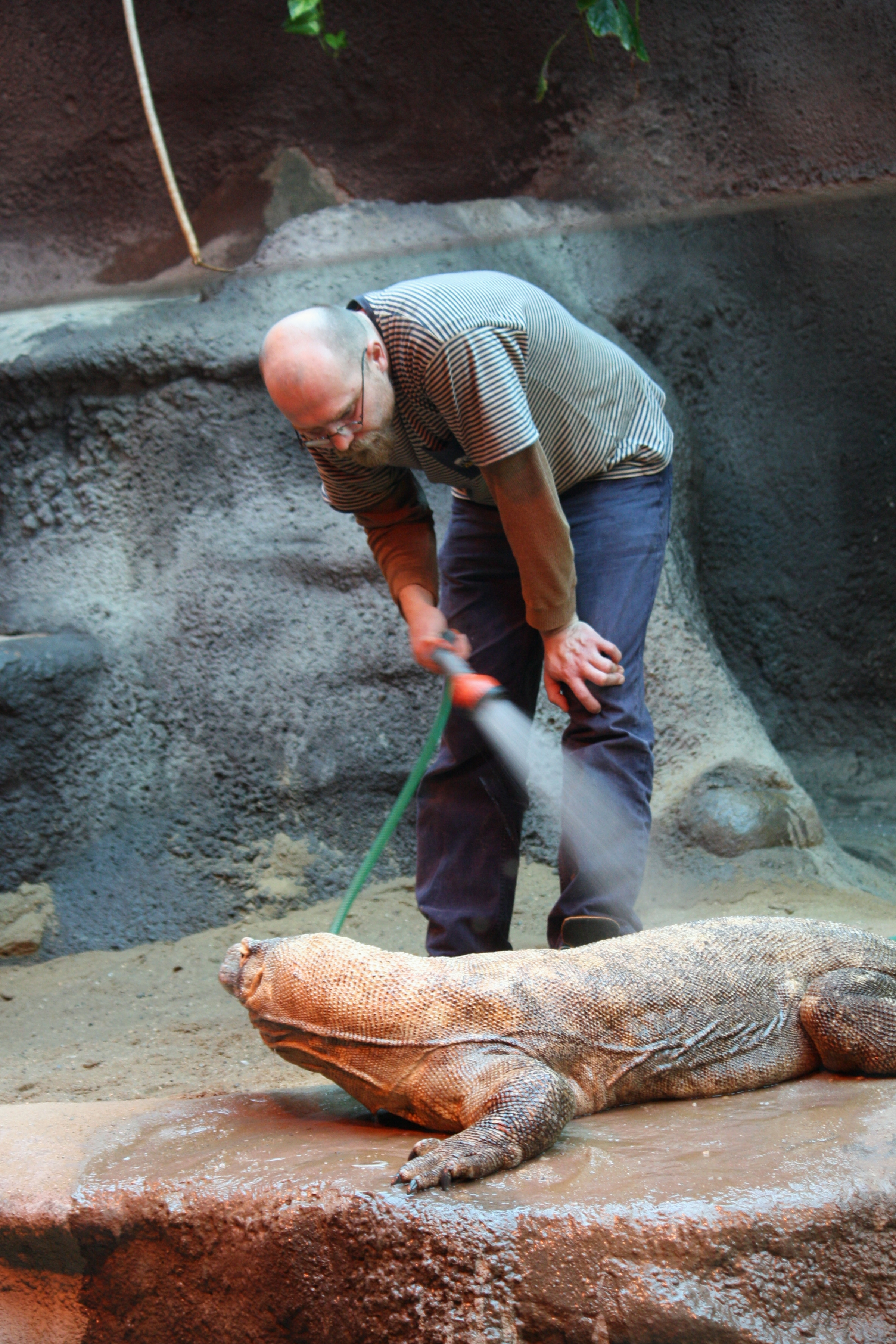
Komodowaran
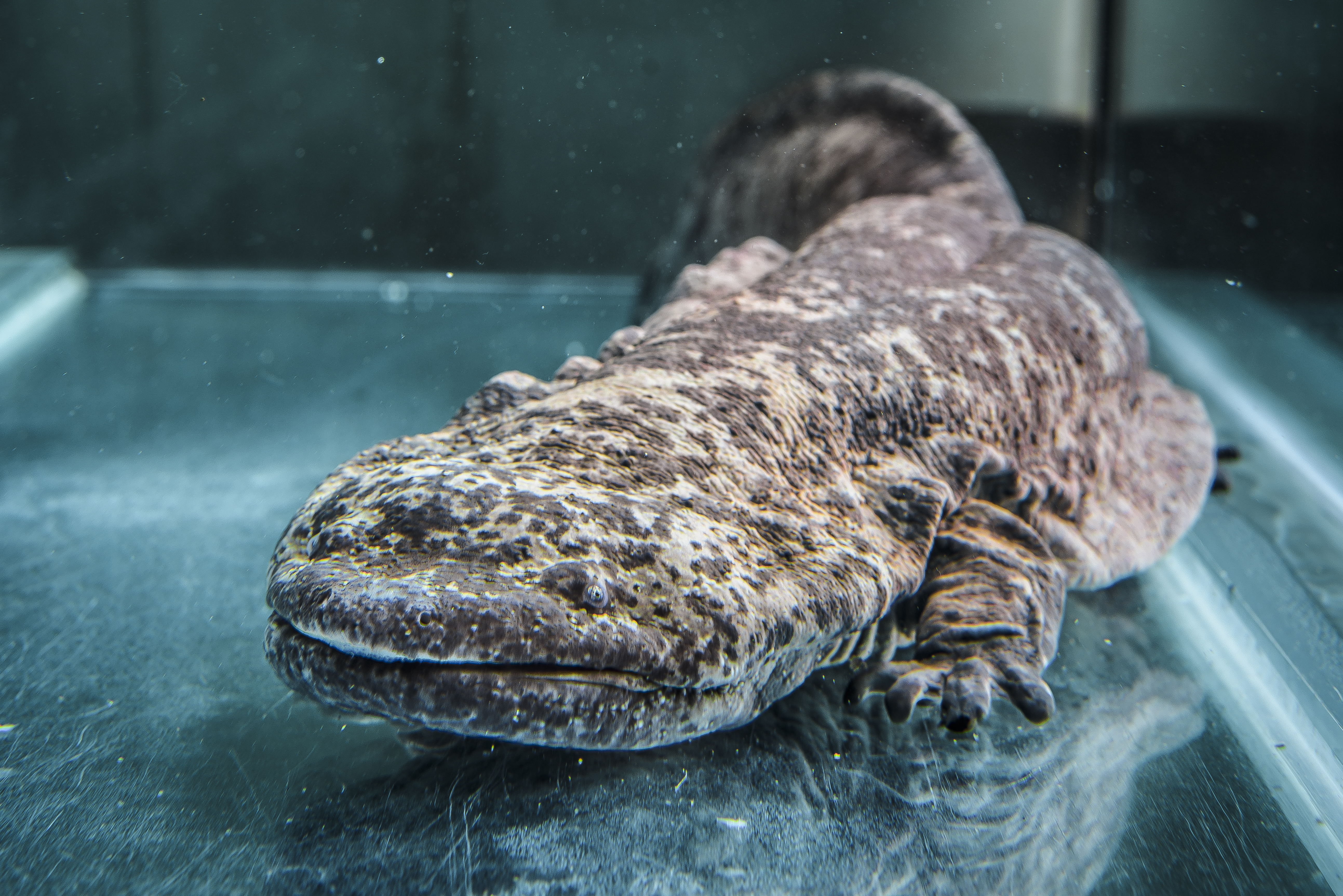
Chinesischer Riesensalamander
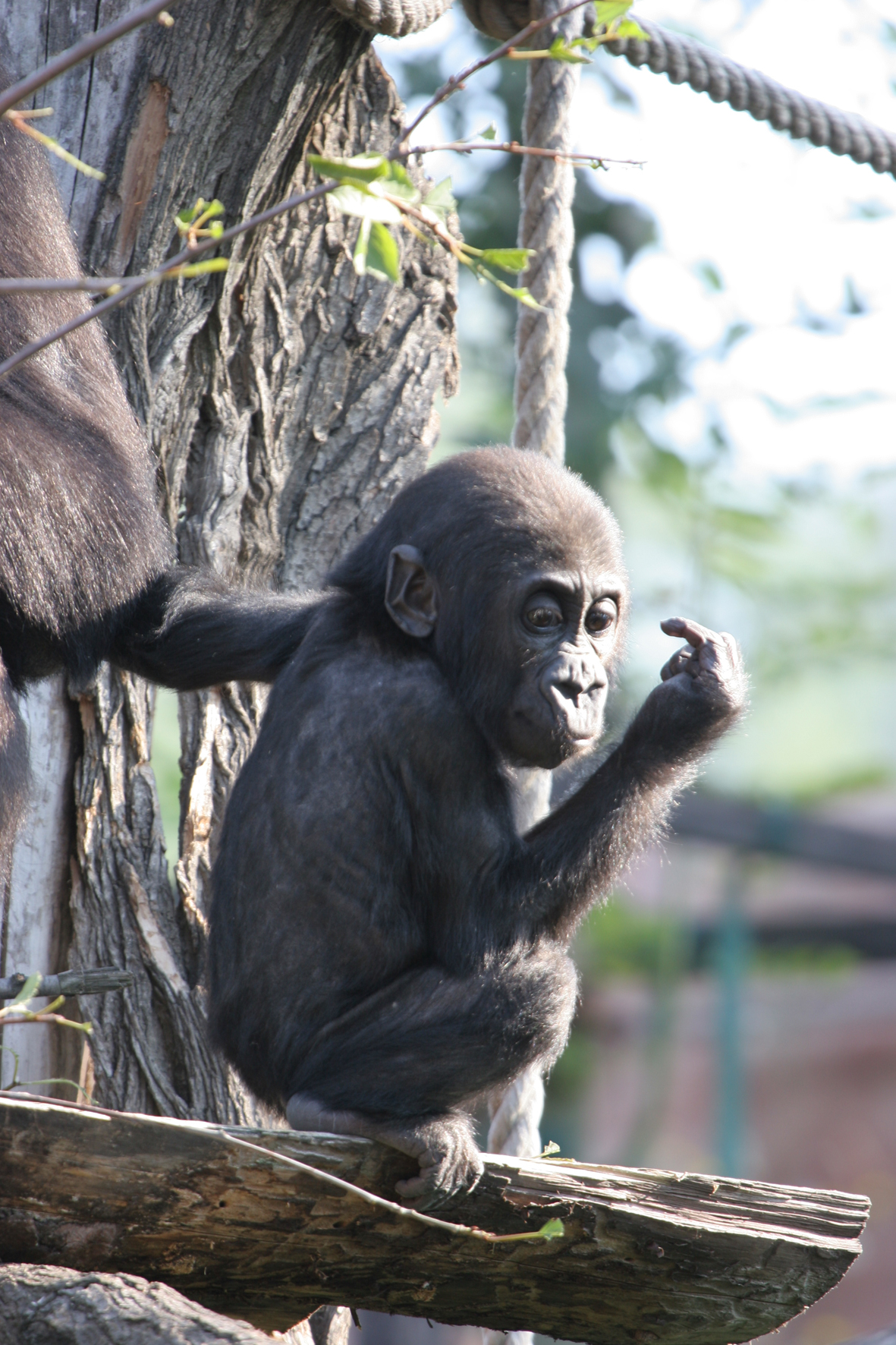
Der im Zoo geborene Gorilla Moja
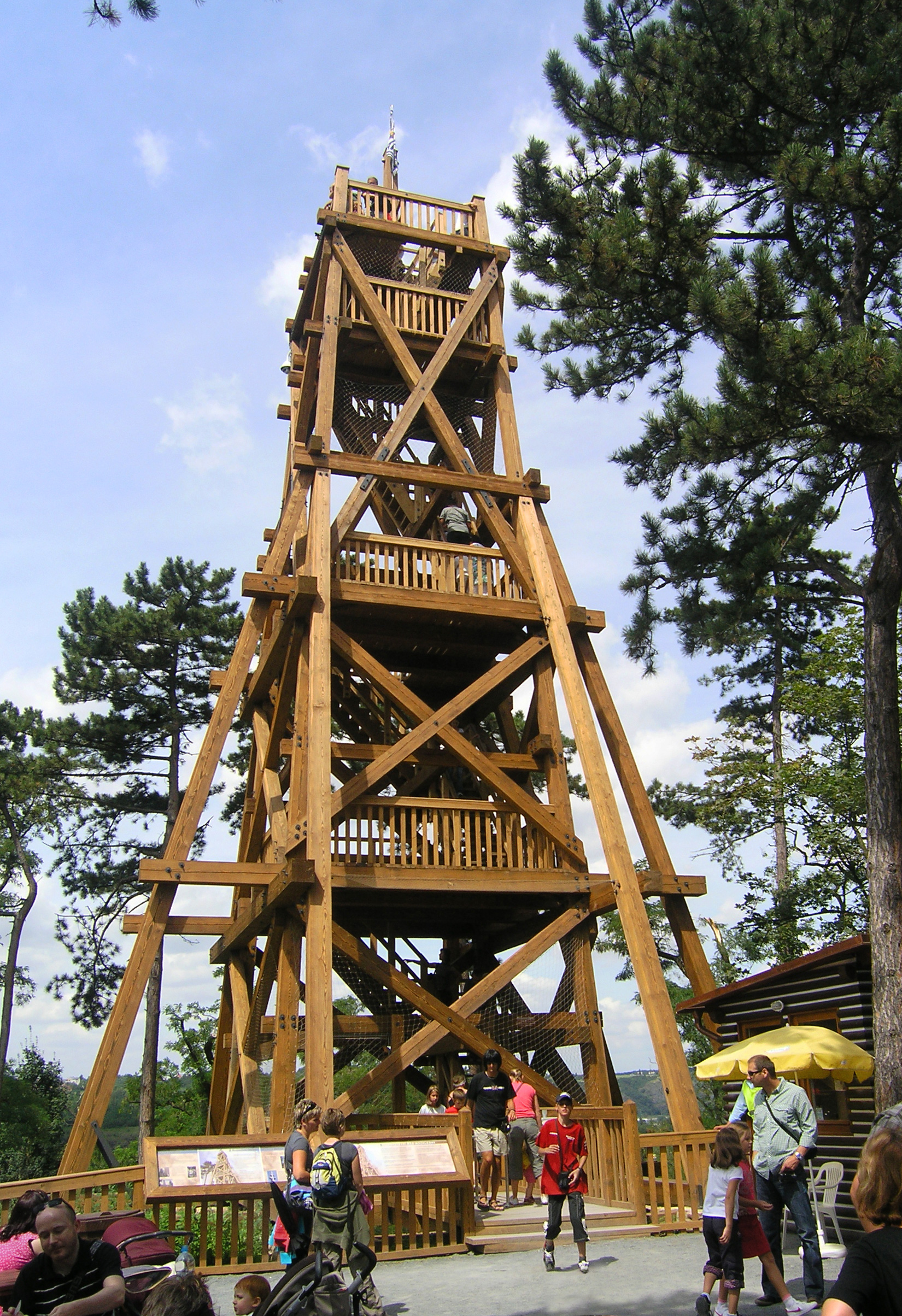
Aussichtsturm